# Het zwijgen
Het zwijgen is een Nederlandse dramafilm uit 2006 onder regie van André van der Hout en Adri Schrover. De film werd vertoond op het Filmfestival Rotterdam.
Na het afleveren van de eerste lange film De arm van Jezus van André van der Hout, schreef hij het scenario van Het zwijgen met zijn compagnon Adri Schrover. Ze kregen de goedkeuring van Waterland film om het te maken, deze keer fungeerde Adri Schover als mederegisseur.

## Verhaal
Het hoofdpersonage Victor Dreissen (Croiset) trekt naar het Drentse Koekange om zijn erfenis te gaan bekijken. Hij treft er een oud vervallen huis waar vreemde dingen zijn voorgevallen. Hij gaat bij de plaatselijke bevolking op bezoek om verhalen van vroeger te horen en vooral van het vervallen huis. Wanneer de meeste bewoners het zwijgen ertoe doen, ontdekt hij een jonge vrouw die oude liederen ten gehore brengt. Als hij de teksten eenmaal volgen kan, blijkt het te gaan om zogenaamde Moordliederen die langzaam het mysterie van het verleden vertellen.

## Rolverdeling
- Vincent Croiset: Victor Dreisen
- Rosa Reuten: Geesje Wieringa
- Susan Visser: Heleen Kleingeld
- Huib Broos: Andries Wiegman
- Rutger Remkes: Schaapsherder
- Huug van Tienhoven: Veerman
- Ben Ramakers: Albert Haar
- Joop Keesmaat: Beerta
- Eric van der Donk: Oom Lambert
- Nelly Frijda: Notaris
- Frank van den Bos: Fietsenmaker
- Nynke Laverman: Maartje van de slager
- Kim Goedegebure: Verpleegster spermabank
- Thijs Alberts: Peuter
- Mirjam Hegger: Agente